# Semmelweis – Retter der Mütter
Semmelweis – Retter der Mütter ist ein deutscher Spielfilm aus dem Jahr 1950 unter der Regie von Georg C. Klaren. Die bundesrepublikanischen Titel waren Dr. Semmelweis – Retter der Mütter und Stunde der Entscheidung, weitere Titel Held ohne Waffen und Dr. Semmelweis. In der Titelrolle ist Karl Paryla zu sehen, tragende Rollen sind mit Käthe Braun, Angelika Hauff, Herbert Hübner und Eduard von Winterstein besetzt.

## Handlung
1846 sterben mehr als ein Drittel der in der Wiener Gebärklinik
eingelieferten Wöchnerinnen am Kindbettfieber. Der Wiener Arzt Dr. Ignaz Semmelweis, der die Leitung der Klinik übernommen hat, will sich damit nicht abfinden. Die Verantwortlichen, die er mit der hohen Sterblichkeitsziffer konfrontiert, haben nur ein Schulterzucken übrig.
Bei seinem Einsatz, die Ursache für die hohe Sterblichkeitsziffer zu finden, kommt Semmelweis einer erstaunlichen Tatsache auf die Spur. Unzureichend gesäuberte Hände nach Anatomiearbeiten der Ärzte übertragen das Leichengift auf die Wöchnerinnen. Damit ist erwiesen, dass das Kindbettfieber eine reguläre Blutvergiftung ist. Als Gegenmaßnahme führt Semmelweis daraufhin Chlorkalkwaschungen für alle ein, die mit einer der Frauen auf der Station in Berührung kommen. Die Sterblichkeitsrate aufgrund von Kindbettfieber geht daraufhin erheblich zurück. Semmelweis hat schwer gegen die Ignoranz seiner Ärztekollegen zu kämpfen, die es als Prestigeverlust ansehen, zugeben zu müssen, dass eine Nachlässigkeit der Ärzte selbst den Tod ihrer Patientinnen verursacht hat.
Die zahlreichen Gegner seiner Theorie gewinnen Oberwasser, als sie eine Möglichkeit sehen, den unbequemen Mahner loszuwerden. Mit Verweis darauf, dass sich Semmelweis im Revolutionsjahr 1848 auf die Seite der Revolutionäre geschlagen habe, wird er seines Postens enthoben, womit ihm gleichzeitig die Möglichkeit entzogen wird, seine Erkenntnisse weiter zu verbreiten und durch Mobilisierung der Öffentlichkeit Druck auf seine Gegner auszuüben.
Semmelweis sieht nun keinen anderen Weg, als nach Budapest zu gehen und dort eine Geburtsklinik nach seinen Vorstellungen einzurichten. Jedoch belastet es ihn, dass er so vielen anderen Frauen nicht helfen kann, da man ihm nicht erlaubt, seine Erkenntnisse zu publizieren und damit jedermann zugänglich zu machen.
Obwohl er sich bei einer von ihm durchgeführten Operation infiziert hat und nun todkrank ist, begibt sich Semmelweis dennoch zum Ärztekongress nach Wien und will dort referieren. Seine Wiener Freunde hatten so lange für dieses Recht gekämpft. Noch bevor er seinen Vortrag ganz zu Ende bringen kann, bricht er am Pult zusammen und wird ins Krankenhaus gebracht. Zwei Tage später stirbt er an der Krankheit, die er sein Leben lang bekämpft hatte.
Nach seinem Tod setzt sich seine medizinische Lehre durch, untermauert von den bakteriologischen Erkenntnissen Louis Pasteurs und Robert Kochs.

## Produktion

### Produktionsnotizen, Dreharbeiten
Der Film war der Deutschen Akademie der Wissenschaften zu Berlin anlässlich ihres 250-jährigen Jubiläums gewidmet. Er entstand im Studio Babelsberg mit Außenaufnahmen aus Babelsberg und Umgebung. Der Drehbuch-Entwurf stammt von Elfriede Brüning, für die Dramaturgie war Marieluise Steinhauer zuständig. Die Bauten wurden von Emil Hasler entworfen, Walter Schulze-Mittendorff zeichnete für die Kostüme verantwortlich.

### Veröffentlichung
Die Erstaufführung des Films in der Bundesrepublik Deutschland sowie in der DDR fand am 2. Juni 1950 statt; am 18. Februar 1954 war der Film erstmals im DFF 1 zu sehen. In Österreich kam der Film am 22. September 1950 in die Kinos. In der DDR lief er unter dem Titel Semmelweis – Retter der Mütter, in Westdeutschland auch unter dem Titel Dr. Semmelweis – Retter der Mütter, ein weiterer Titel war Stunde der Entscheidung. Alive gab den Film innerhalb der Reihe „Juwelen der Filmgeschichte“ am 10. März 2017 auf DVD heraus, als Beigabe ist ein Booklet enthalten. In Polen wurde der Film 1951 unter dem Titel Doktór Semmelweis veröffentlicht, in Dänemark am 28. Februar 1951 unter dem Titel Mødrenes læge Dr. Semmelweis. Er wurde zudem bei den V. Internationalen Filmfestspielen von Karlsbad vorgestellt.
Warum der Film in der DEFA-Fassung 99 Minuten Laufzeit hatte, und in der Fassung fürs Kino der Bundesrepublik Deutschland seinerzeit nur 85 Minuten, ist nicht näher bekannt.

### Historischer Hintergrund
Ignaz Philipp Semmelweis (1818–1865) war ein ungarischer Arzt im damaligen Österreich-Ungarn. Er war der Überzeugung, dass die Ursache für das Auftreten von Kindbettfieber auf mangelnde Hygiene bei Ärzten und Krankenhauspersonal zurückzuführen sei, und führte Hygienevorschriften ein. Seine Studie von 1847/1848 gilt heute als erster praktischer Fall von evidenzbasierter Medizin in Österreich. Zu seinen Lebzeiten wurden seine Erkenntnisse nicht anerkannt und insbesondere von positivistisch eingestellten Kritikern und Kollegen als „spekulativer Unfug“ abgelehnt. Nur wenige Ärzte unterstützten ihn, da Hygiene als Zeitverschwendung und unvereinbar mit den damals geltenden Theorien über Krankheitsursachen angesehen wurde. Semmelweis praktizierte teilweise in Ungarn und starb nach seiner Rückkehr nach Wien in geistiger Umnachtung, nachdem er 1865 an Depressionen erkrankt und von Kollegen in eine Irrenanstalt eingewiesen worden war. Die Umstände seines Todes wurden nie ganz geklärt. Posthum wurde ihm vom Volk der Ehrentitel „Retter der Mütter“ verliehen.

## Rezeption

### Kritik
Das Lexikon des internationalen Films stellte fest: „Ansehnlich und dezent gestaltete Filmbiografie, die in ihrer Darstellung der reaktionären Gesellschaft Wiens und der März-Revolution von 1848 eine unverkennbar humanitär-sozialistische Tendenz erkennen lässt“. Der Film geht mit Tatsachen aus dem Leben von Semmelweis – insbesondere mit seinen Todesumständen – freizügig um.
Die Wochenzeitschrift Die Weltbühne befasste sich in ihrer Ausgabe Nr. 23 vom 7. Juni 1950 mit dem Film und meinte, es sei „ein guter Gedanke der DEFA gewesen, einen Film vom Schaffen des bedeutenden Ignaz Philipp Semmelweis herstellen zu lassen“. Gelobt wurde die Darstellung über den Kampf des Arztes, „der eindringlich und wahrheitsgetreu nachgezeichnet“ worden sei. Bemängelt wurde, dass „die sozialen Hintergründe, die inneren Zusammenhänge“ die Geschehnisse „kaum berühren“ würden. „Semmelweis’ Gegner“ würden „zu persönlichen Widersachern“ und erschienen „mehr vom Charakter als von der Geschichte gezeichnet“. In Karl Paryla habe der Regisseur „einen Semmelweis, der seine Rolle mit wirklicher Lebensechtheit durchführ[e]“. Er erinnere „manchmal an Rudolf Forster“, bringe aber „mehr Wärme und inneres Erleben mit“. Zu Eduard von Winterstein hieß es, er sei „immer noch der große Gestalter, der jeder Rolle ein eigenes männliches Profil“ gebe. Käthe Braun sei „in ihrer Rolle als Marie Lanthaler sehr anschmiegsam, sehr offen und menschlich in ihrer Bescheidenheit, Camilla Spira, die sympathische Gastwirtsfrau, sehr lebendig in ihrer Güte“. Aus „der Fülle einprägsamer Gestalten“ seien noch Walter Werner, Herbert Hübner und Karl Hellmer „hervorzuheben“.

### Auszeichnungen
Das Land Nordrhein-Westfalen verlieh dem Film das Prädikat „künstlerisch hochstehend“. 1953 wurde der Film mit dem Nationalpreis III. Klasse ausgezeichnet, der Kameramann Eugen Klagemann wurde für sein Gesamtschaffen, besonders auch für diesen Film, ebenfalls mit dem Nationalpreis III. Klasse ausgezeichnet.

### Weitere Verfilmungen
Über Semmelsweis' Leben gibt es diverse weitere Verfilmungen:
- That Mothers Might Live ist ein US-amerikanischer Kurzfilm aus dem Jahr 1938, der die Kurzbiografie des Arztes Dr. Semmelweis (1818–1865) enthält.
- Semmelweis, Ungarn 1940: Mester Film (Regie André De Toth)
- Ignaz Semmelweis – Arzt der Frauen, BRD/Österreich 1987: ZDF/ORF (Unter der Regie von Michael Verhoeven spielte Heiner Lauterbach die Rolle des Ignaz Semmelweis).
- Semmelweis, Niederlande 1994: Humanistische Omroep Stichting (Regie Floor Maas)
- Docteur Semmelweis, Frankreich/Polen 1995 (Regie Roger Andrieux)
- Semmelweis (Kurzfilm), USA/Österreich 2001: Belvedere Film (Regie Jim Berry)
- Semmelweis (Spielfilm), Ungarn 2023 (Regie: Lajos Koltai, Dauer: 127 min)